# Carmen Canta Ary Barroso
Carmen Canta Ary Barroso é um álbum da cantora Carmen Miranda, lançado em 15 de fevereiro de 2007 pela  EMI Brazil.  O álbum faz parte da coleção "Ruy Castro Apresenta..." com quatro CDs com 64 faixas gravadas por Carmen de 1935 a 1940, na Odeon Records.

## Faixas
| CD01 |                            |                |         |  |
| N.º  | Título                     | Compositor(es) | Duração |  |
| 1.   | "No Tabuleiro da Baiana"   | Ary Barroso    | 2:33    |  |
| 2.   | "Como Vaes Voce?"          | Ary Barroso    | 2:40    |  |
| 3.   | "Não Se Deve Lamentar"     | Ary Barroso    | 2:32    |  |
| 4.   | "Novo Amor"                | Ary Barroso    | 2:54    |  |
| 5.   | "Quando Eu Penso Na Bahia" | Ary Barroso    | 2:43    |  |
| 6.   | "Eu Dei..."                | Ary Barroso    | 3:01    |  |
| 7.   | "Você Esta Ahi P'Ra Isso"  | Ary Barroso    | 2:45    |  |
| 8.   | "Pois Sim!...Pois Não!..." | Ary Barroso    | 3:11    |  |
| 9.   | "Boneca De Pixe"           | Ary Barroso    | 3:16    |  |
| 10.  | "Escrevi Um Bilhetinho"    | Ary Barroso    | 3:10    |  |
| 11.  | "Salada Mista"             | Ary Barroso    | 3:12    |  |
| 12.  | "Na Baixa Do Sapateiro"    | Ary Barroso    | 3:06    |  |
| 13.  | "Batalhão Do Amor"         | Ary Barroso    | 2:57    |  |
| 14.  | "Vingança"                 | Ary Barroso    | 2:41    |  |
| 15.  | "A Vizinha Das Vantagens"  | Ary Barroso    | 2:57    |  |
| 16.  | "E A Festa, Maria?"        | Ary Barroso    | 2:57    |  |